# Margie Sudre
Margie Sudre, nata Marguerite Demaiche (Vinh, 17 ottobre 1943), è una politica francese di origine vietnamita.
È stata presidente del Consiglio regionale di La Réunion dal 1993 al 1998, segretaria di Stato responsabile della Francofonia dal 1995 al 1997 ed europarlamentare per la circoscrizione "Outre-mer" francese dal 1999 al 2009.
Prima dell'ingresso in politica ha esercitato la professione di medico anestesista.

## Biografia

### Gli studi e la carriera professionale
Nata nell'Indocina francese, da padre originario della Champagne, ufficiale della Legione straniera, e madre buddista vietnamita, studiò presso la scuola comunale di Saigon (1949-1950) e poi al liceo Marie-Curie (1950-1951), prima di lasciare il Vietnam con la sua famiglia nel 1951, quando i comunisti salirono al potere.
In Francia proseguì gli studi a Marsiglia presso la scuola privata Saint-Eugène (1951-1955) e poi al Lycée Montgrand (1955-1961), prima di entrare alla Facoltà di Scienze nel 1961, poi alla Facoltà di Medicina (1961-1969), con una specializzazione in anestesia-terapia intensiva presso l'ospedale Nord-Hôtel-Dieu di Marsiglia, ospedale di maternità della Belle de Mai (1969-1972), quindi presso la rianimazione CES di Parigi nel 1976. Nel 1977 conseguì la specializzazione in anestesiologia e rianimazione a Marsiglia, un anno dopo il dottorato in medicina. Fino al 1995 esercitò la professione di anestesista. 
Dopo la laurea in anestesista e in terapia intensiva lavorò come supplente nel settore privato a Grenoble, Fort-de-France, Avignone, Forcalquier, Manosque e Marsiglia. Fu durante un periodo di sostituzione a Grenoble che incontrò il futuro marito Camille Sudre, anche lui medico, con il quale nel 1976 si trasferì sull'isola di La Riunione. 
L'anno successivo Margie Sudre si trasferì alla clinica Jeanne d'Arc appartenente al gruppo Clinifutur di Michel Deleflie (1977-1995), dove lavorò poi part-time. Lasciò il lavoro nel giugno 1999 per dedicarsi completamente alla politica.

### Carriera politica
Negli anni '80 Margie Sudre fondò la stazione radio Radio Free Dom con suo marito. Il 25 giugno 1993 (e lo resterà sino al 1998) divenne presidente del consiglio regionale dell'isola di La Riunione, in seguito all'inammissibilità del marito alla carica nel Consiglio di Stato verificatasi in seguito alle elezioni del marzo 1992.
Rappresentante della corrente di centro-destra del movimento Free Dom, Margie ne prese rapidamente le distanze quando divenne una sostenitrice incondizionata del Partito Comunista di La Riunione (PCR).
Nel 1995 venne nominata segretario di Stato per la francofonia nel primo governo Juppé. Fu poi riconfermata, rimanendo in carica fino al 1997.
Nel 1996 si candidò alle elezioni legislative suppletive nella seconda circoscrizione dell'isola di La Riunione. Sconfitta dal comunista Claude Hoarau al secondo turno, si dimise dal governo ma fu mantenuta in carica da Jacques Chirac e Alain Juppé.
Nel 1999 e nel 2004 venne eletta al Parlamento europeo. Nella V legislatura venne eletta con la lista RPR-DL e nella VI legislatura con l'Unione per un Movimento Popolare. Come esponente del gruppo del Partito Popolare Europeo, fu membro della commissione per la pesca e della commissione per lo sviluppo regionale. Presiede inoltre l'intergruppo del Parlamento europeo sul turismo, è membro della delegazione interparlamentare UE-Russia e della delegazione per le relazioni con i paesi del sud-est asiatico e dell'Associazione delle nazioni del sud-est asiatico (ASEAN).
Nel 2009 non si è ricandidata a causa di un conflitto interno al partito. Nel 2010, tuttavia, ha preso parte alla campagna elettorale regionale del candidato dell'UMP Didier Robert.
In occasione delle primarie aperte di destra e di centro del 2016, ha guidato un comitato locale a sostegno di Alain Juppé e ha rappresentato il candidato nei dibattiti organizzati nell'isola di La Riunione. All'inizio del 2017, quando François Fillon, vincitore delle primarie contro Alain Juppé, è stato messo in difficoltà dalla vicenda del presunto impiego fittizio della moglie, è stata una delle prime personalità della destra di La Riunione a chiedere il ritiro della sua candidatura alle elezioni presidenziali.

## Onorificenze
- Ordine dei francofoni d'America (1995) conferito dal Consiglio superiore della lingua francese del Québec.